# Lê Trung Tông (Tiền Lê)
Tiền Lê Trung Tông (chữ Hán: 前黎中宗 983 – 21 tháng 12 năm 1005), tên thật Lê Long Việt là vị hoàng đế thứ hai của nhà Tiền Lê. Khi vua cha Lê Đại Hành mất, Thái tử Lê Long Việt vâng theo di chiếu nối ngôi nhưng bị anh em tranh chấp ngôi báu trong 8 tháng mới dẹp yên. Khi chính thức lên ngôi được 3 ngày thì bị em là Lê Long Đĩnh sai người đầu độc cướp ngôi vua. Cùng với vua Dục Đức triều Nguyễn, ông là vị vua có thời gian trị vì ngắn nhất trong lịch sử Việt Nam.

## Tiểu sử
Lê Trung Tông tên húy là Lê Long Việt (黎龍鉞), sinh năm Quý Mùi 983 tại kinh đô Hoa Lư, con trai thứ ba của Lê Đại Hành, mẹ là Chi hậu Diệu nữ, em trai là Lê Long Đĩnh.
Hoàng đế Lê Đại Hành có hơn 10 hoàng tử, đều phong Vương. Năm Kỷ Sửu (989), Long Việt thụ phong tước Nam Phong vương (南封王), cùng với Kình Thiên đại vương Lê Long Thâu và Đông Thành vương Lê Long Tích.

## Lên ngôi
Năm Giáp Thìn (1001), Nam Phong vương Lê Long Việt được lập làm Thái tử, lại gia phong Long Đĩnh làm Khai Minh đại vương, Long Tích làm Đông Thành đại vương. Trước đó, Long Đĩnh xin làm Thái tử, vua có ý muốn cho. Đình thần nghị bàn cho rằng không lập con trưởng mà lập con thứ là không phải lễ. Vua bèn thôi. Đến đây lập Long Việt làm Hoàng thái tử mà gia phong Long Đĩnh và Long Tích làm Đại vương.
Năm Ất Tỵ (1005), mùa xuân tháng 3, Lê Đại Hành mất, các hoàng tử tranh ngôi, đánh nhau 8 tháng, trong nước không có chủ. Tranh chấp chính xảy ra giữa Thái tử Long Việt và hoàng tử thứ hai Lê Long Tích là người lớn nhất trong số các anh em còn lại. Tháng 10 năm đó, Long Tích thua chạy đến châu Thạch Hà (Hà Tĩnh) thì bị người bản địa giết chết. Long Việt lên ngôi, trong nước vẫn chưa yên ổn hẳn.
Được 3 ngày, Trung Tông bị em cùng mẹ là Lê Long Đĩnh sai người trèo tường lẻn vào cung hãm hại, hưởng dương 22 tuổi. Long Đĩnh lên ngôi, truy đặt thụy cho Long Việt là Trung Tông Hoàng đế, cho Lý Công Uẩn làm Tứ sương quân Phó Chỉ huy sứ.
Ngô Sĩ Liên viết trong Đại Việt Sử ký Toàn thư:
"Đại Hành băng, Trung Tông vâng di chiếu nối ngôi. Long Đĩnh làm loạn, Trung Tông vì anh em cùng mẹ không nỡ giết, tha cho. Sau Long Đĩnh sai bọn trộm cướp đêm trèo tường vào cung giết Trung Tông."
Sách Đại Việt sử ký toàn thư, Đại Việt sử ký tiền biên đánh giá về Lê Trung Tông:
"Vua không biết phòng giữ cẩn mật đến nỗi bị nạn, có tính nhân hậu mà không biết làm vua, đáng tiếc thay!"
Trong sách Đại Việt sử ký tiền biên, nhà sử học Ngô Thì Sĩ thì bàn rằng:
"Xét việc Trung Tông lên ngôi mới được 3 ngày, chưa kịp đổi niên hiệu đã bị giết, trước 3 ngày đó thuộc Đại Hành, sau 3 ngày đó thuộc Ngọa Triều. Niên hiệu hình như không lệ thuộc vào đâu, nhưng Trung Tông chính ngôi Thái tử, Lê Đại Hành mất, [Trung Tông] vâng theo di chiếu nối ngôi, tức là Thái tử lên ngôi báu đã thành vua rồi. Năm đó tuy Ngọa Triều đã cướp ngôi, nhưng cũng chưa có niên hiệu, đối với phép chép sử biên niên không có vướng mắc gì. Xét như Bắc sử, khi vua Minh Thần Tông mất, Thái tử Hy Tông lên nối ngôi, chưa kịp đổi niên hiệu nhưng sử vẫn chép to chữ "Hy Tông" cho rõ chính thống mà niên hiệu thì viết to chữ "Vạn Lịch năm thứ 40 vua [Thần Tông] mất". Như vậy kỷ Lê Trung Tông nên chép theo phép chép ấy là đúng, cho nên chép theo như thế".

## Bí ẩn xung quanh cái chết
Đại Việt Sử ký Toàn thư đã chép: "Vua lên ngôi được 3 ngày thì bị Long Đĩnh giết. Bầy tôi đều chạy trốn, duy có Điện tiền quân là Lý Công Uẩn ôm xác mà khóc".
Theo nghiên cứu gần đây thì cái chết này còn nhiều bí ẩn vì tại sao tất cả bầy tôi đều phải chạy trốn. Hành động của bọn thích khách là xông vào giết vua hay trộm trèo tường và ai là người chỉ huy đội đặc nhiệm này trong khi chỉ còn một mình Lý Công Uẩn, khi đó đang làm chỉ huy quân Cấm vệ.

## Câu hỏi về thời gian trị vì
Xét thực tế, Lê Trung Tông chỉ làm vua 3 ngày, nhưng theo phép chép sử xưa thì thời gian ấy phải là 8 tháng, thậm chí tính tròn 1 năm.
Chỉ với 3 ngày ở trên ngôi báu, Lê Trung Tông cùng với vua Dục Đức triều Nguyễn là hai vị vua có thời gian cai trị ngắn nhất. Tuy nhiên theo phàm lệ về việc biên soạn sách Đại Việt sử ký toàn thư thì lệ chép sử các triều vua được tính như sau: “Đế vương các đời ở ngôi lâu hay chóng, vị trước sáng nghiệp năm nào thì lấy năm ấy làm năm bắt đầu ở ngôi, đến năm nào chết, hay nhường ngôi hoặc bị giết mà vị sau nối lên ngôi và đổi niên hiệu thì năm ấy hãy còn là năm cuối cùng của vị vua trước. Hoặc là chết hay nhường ngôi vào mùa xuân, mùa hạ năm ấy, thì năm ấy là năm đầu ở ngôi của vị sau, mà những tháng mùa xuân, mùa hạ ấy là tháng còn lẻ lại của vị trước, nếu chết hay nhường ngôi vào cuối năm, tính lại những năm ở ngôi còn có những tháng chưa hết thì cũng gọi là tháng lẻ… Lê Trung Tông lên ngôi được 3 ngày thì bị giết, nhưng các vương tranh nhau làm vua đến 8 tháng, những tháng ấy ở vào trong năm Trung Tông nối ngôi, cho nên chép Trung Tông là vua, để định tội của Ngọa Triều cướp ngôi giết anh, mà tính kể là Trung Tông nối ngôi được 1 năm”. Do đó nếu xét thực tế thì Lê Trung Tông chỉ làm vua có 3 ngày nhưng theo cách tính thời gian theo phép chép sử thời xưa thì thời gian làm vua của ông được tính là 8 tháng hoặc thậm chí tính tròn là 1 năm.

## Hậu duệ
Theo gia phả "Lê tộc sinh hạ" của nhà Hậu Lê lập năm Thuận Thiên thứ ba (1430), thì sau khi Trung Tông chết, vợ là Phạm Thị Duyên và con trai là Lê Long Diên vẫn còn sống. Họ được các đại thần trung thành đưa đi trốn chạy về khu vực cửa sông Cà Lồ.
Hoàng đệ Định Phiên vương Lê Long Tung đóng ở Tư Doanh (nay là Cổ Loa, Hà Nội) và trấn trị cả vùng Ngũ Huyện Giang (thường gọi là Ngũ Huyện Khê) đã giúp đỡ con cháu của Long Việt.

## Thờ phụng
Lê Trung Tông không được thờ ở đền Vua Lê Đại Hành trong khu di tích Cố đô Hoa Lư (Ninh Bình) nhưng ông được đúc tượng và thờ cùng với Lê Đại Hành và vua em Lê Long Đĩnh tại 3 địa điểm khác là đền Lăng ở quê hương Liêm Cần, đình Yến ở xã Thanh Hà đều thuộc Thanh Liêm (Hà Nam) và Di tích quốc gia đình An Lãng, xã Văn Tự, Thường Tín, Hà Nội.

## Trong văn hoá đại chúng
| Năm  | Tác phẩm                                | Diễn viên     |
| 2011 | Lý Công Uẩn: Đường tới thành Thăng Long | Lê Thiện Tùng |